# Giovanni Alberto II di Meclemburgo-Güstrow
Giovanni Alberto II di Meclemburgo-Güstrow (Waren, 5 maggio 1590 – Güstrow, 23 aprile 1636) fu duca di Meclemburgo-Güstrow dal 1603 al 1608 e dal 1631 fino alla morte.

## Biografia
Giovanni Alberto era figlio di Giovanni VII di Meclemburgo-Schwerin e della moglie Sofia di Holstein-Gottorp.
Alla morte del padre, essendo ancora minorenne, fu posto col fratello Adolfo Federico sotto la tutela dello zio Carlo di Meclemburgo-Schwerin e di Ulrico III. Nel 1608 iniziarono a governare entrambi sul ducato. Alla morte dello zio Carlo, avvenuta nel 1610, ottennero anche i territori del Meclemburgo-Güstrow. Con la divisione dei territori, avvenuta nel 1621, Giovanni Alberto ottenne il Meclemburgo-Güstrow.
Tentò di essere neutrale nella Guerra dei Trent'anni, come anche il fratello, ma segretamente aiutava il re Cristiano IV di Danimarca. Il suo regno fu rovesciato e il ducato fu controllato da Alberto di Wallenstein. Nel 1631 Giovanni Alberto venne restaurato dagli svedesi e così poté tornare a governare.

## Matrimoni e discendenza
Giovanni Alberto si sposò tre volte.
(I) Il 9 ottobre 1608 sposò Margherita Elisabetta (1584–1616), figlia del duca Cristoforo di Meclemburgo. La coppia ebbe i seguenti figli:
- Giovanni Cristoforo (1611–1612);
- Elisabetta Sofia (1613-1676), sposò il duca Augusto di Brunswick-Lüneburg;
- Cristina Margherita, sposò in prime nozze l'11 febbraio 1640 Francesco Alberto di Sassonia-Lauenburg, figlio di Francesco II, e si sposò una seconda volta, il 6 luglio 1650 con il duca Cristiano Ludovico I di Meclemburgo-Schwerin (divorziato nel 1663);
- Carlo Enrico (1616–1618).

(II) Il 26 marzo 1618, sposò Elisabetta d'Assia-Kassel (1596–1625), figlia del langravio Maurizio, da cui non ebbe figli.
(III) Sposò la sua terza moglie, Eleonora Maria di Anhalt-Bernburg (1600–1657), figlia del principe Cristiano I, il 7 maggio 1626. La coppia ebbe i seguenti figli:
- Anna Sofia (1628–1666), sposò il duca Luigi IV di Legnica;
- Giovanni Cristiano (1629–1631);
- Eleonora (1630–1631);
- Gustavo Adolfo (1633–1695);
- Luisa (1635–1648).

## Ascendenza
|                                            |                         |                                 | Genitori                          |  |  | Nonni |  |  | Bisnonni                           |  |  | Trisnonni                         |  |
|                                            |                         |                                 |                                   |  |  |       |  |  | Alberto VII di Meclemburgo-Güstrow |  |  | Magnus II di Meclemburgo-Schwerin |  |
|                                            |                         |                                 |                                   |  |  |       |  |  | Alberto VII di Meclemburgo-Güstrow |  |  | Magnus II di Meclemburgo-Schwerin |  |
|                                            |                         | Sofia di Pomerania-Wolgast      |                                   |  |  |       |  |  | Alberto VII di Meclemburgo-Güstrow |  |  |                                   |  |
| Giovanni Alberto I di Meclemburgo-Schwerin |                         |                                 |                                   |  |  |       |  |  | Alberto VII di Meclemburgo-Güstrow |  |  |                                   |  |
|                                            |                         | Anna di Brandeburgo             | Gioacchino I di Brandeburgo       |  |  |       |  |  |                                    |  |  |                                   |  |
|                                            |                         | Anna di Brandeburgo             | Gioacchino I di Brandeburgo       |  |  |       |  |  |                                    |  |  |                                   |  |
|                                            |                         | Anna di Brandeburgo             | Elisabetta di Danimarca           |  |  |       |  |  |                                    |  |  |                                   |  |
| Giovanni VII di Meclemburgo-Schwerin       |                         | Anna di Brandeburgo             |                                   |  |  |       |  |  |                                    |  |  |                                   |  |
|                                            |                         | Alberto I di Prussia            | Federico I di Brandeburgo-Ansbach |  |  |       |  |  |                                    |  |  |                                   |  |
|                                            |                         | Alberto I di Prussia            | Federico I di Brandeburgo-Ansbach |  |  |       |  |  |                                    |  |  |                                   |  |
|                                            |                         | Alberto I di Prussia            | Sofia di Polonia                  |  |  |       |  |  |                                    |  |  |                                   |  |
| Anna Sofia di Prussia                      |                         | Alberto I di Prussia            |                                   |  |  |       |  |  |                                    |  |  |                                   |  |
|                                            |                         | Dorotea di Danimarca            | Federico I di Danimarca           |  |  |       |  |  |                                    |  |  |                                   |  |
|                                            |                         | Dorotea di Danimarca            | Federico I di Danimarca           |  |  |       |  |  |                                    |  |  |                                   |  |
|                                            |                         | Dorotea di Danimarca            | Anna del Brandeburgo              |  |  |       |  |  |                                    |  |  |                                   |  |
| Giovanni Alberto II di Meclemburgo-Güstrow |                         | Dorotea di Danimarca            |                                   |  |  |       |  |  |                                    |  |  |                                   |  |
|                                            | Federico I di Danimarca | Cristiano I di Danimarca        |                                   |  |  |       |  |  |                                    |  |  |                                   |  |
|                                            | Federico I di Danimarca | Cristiano I di Danimarca        |                                   |  |  |       |  |  |                                    |  |  |                                   |  |
|                                            | Federico I di Danimarca | Dorotea di Brandeburgo-Kulmbach |                                   |  |  |       |  |  |                                    |  |  |                                   |  |
| Adolfo di Holstein-Gottorp                 | Federico I di Danimarca |                                 |                                   |  |  |       |  |  |                                    |  |  |                                   |  |
|                                            |                         | Sofia di Pomerania              | Boghislao X di Pomerania          |  |  |       |  |  |                                    |  |  |                                   |  |
|                                            |                         | Sofia di Pomerania              | Boghislao X di Pomerania          |  |  |       |  |  |                                    |  |  |                                   |  |
|                                            |                         | Sofia di Pomerania              | Anna Jagellona                    |  |  |       |  |  |                                    |  |  |                                   |  |
| Sofia di Holstein-Gottorp                  |                         | Sofia di Pomerania              |                                   |  |  |       |  |  |                                    |  |  |                                   |  |
|                                            |                         | Filippo I d'Assia               | Guglielmo II d'Assia              |  |  |       |  |  |                                    |  |  |                                   |  |
|                                            |                         | Filippo I d'Assia               | Guglielmo II d'Assia              |  |  |       |  |  |                                    |  |  |                                   |  |
|                                            |                         | Filippo I d'Assia               | Anna di Meclemburgo-Schwerin      |  |  |       |  |  |                                    |  |  |                                   |  |
| Cristina d'Assia                           |                         | Filippo I d'Assia               |                                   |  |  |       |  |  |                                    |  |  |                                   |  |
|                                            |                         | Cristina di Sassonia            | Giorgio di Sassonia               |  |  |       |  |  |                                    |  |  |                                   |  |
|                                            |                         | Cristina di Sassonia            | Giorgio di Sassonia               |  |  |       |  |  |                                    |  |  |                                   |  |
|                                            |                         | Cristina di Sassonia            | Barbara Jagellona                 |  |  |       |  |  |                                    |  |  |                                   |  |
|                                            |                         | Cristina di Sassonia            |                                   |  |  |       |  |  |                                    |  |  |                                   |  |